# Maßstab (Kartografie)
Der Maßstab oder Kartenmaßstab ist das Verkleinerungsverhältnis von Karten, Plänen, Reliefmodellen, Geländeprofilen und Globen. Er ist definiert als das Verhältnis einer Länge auf der Karte (Kartenstrecke) zu ihrer Entsprechung in der Natur (Naturstrecke).
Die konkrete Darstellung in numerischer oder grafischer Form wird als Maßstabsangabe bezeichnet.
Der Maßstab wird üblicherweise als Proportion 1: Maßstabszahl angegeben, damit ist dieses Verkleinerungsverhältnis der Kehrwert der Maßstabszahl (und umgekehrt).

## Definition des Maßstabes

### Grundlage
Voraussetzung für die Maßstäblichkeit eines kartografischen Dokumentes ist ein Maßsystem und eine Vermessung. Bezugsfläche ist in der Regel das Erdellipsoid, das heißt, die Naturstrecke ist nicht die kürzeste Verbindung zweier Punkte auf der Erdoberfläche, sondern immer die auf Meereshöhe reduzierte Strecke (siehe Geodätische Linie bzw. Orthodrome).
Der Maßstab wird üblicherweise in der Form 1 : Maßstabszahl angegeben. Die Werte berechnen sich wie folgt:
{\displaystyle {\text{Maßstab}}={\frac {\text{Kartenstrecke}}{\text{Naturstrecke}}}}
{\displaystyle {\text{Maßstabszahl}}={\frac {\text{Naturstrecke}}{\text{Kartenstrecke}}}}
Für ein korrektes Resultat müssen natürlich beide Längen in derselben Maßeinheit stehen. Ist zum Beispiel im Maßstab 1:50.000 (sprich: eins zu fünfzigtausend) die Kartenstrecke 1 cm lang, dann ist die Naturstrecke 50.000 cm, also 0,5 km lang.
Da sich der Maßstab üblicherweise und sofern nicht anders angegeben auf das lineare Verkleinerungsverhältnis bezieht, muss bei Flächenvergleichen die Maßstabszahl quadriert werden. Die Abbildung eines Quadratkilometers im Maßstab 1:50.000 nimmt im Maßstab 1:100.000 also nur noch einen Viertel der Papierfläche ein.
| Maßstab      | Kartenstrecke | Naturstrecke | Typische Anwendung                            |
| ------------ | ------------- | ------------ | --------------------------------------------- |
| 1:1.000      | 1 cm          | 010 mk       | Gebäude- oder Katasterplan                    |
| 1:5.000      | 1 cm          | 050 mk       | Grundkarte                                    |
| 1:25.000     | 1 cm          | 250 mk       | Wanderkarte                                   |
| 1:50.000     | 1 cm          | 500 mk       | Radwanderkarte (Überland) – Taktische Karte   |
| 1:100.000    | 1 cm          | 001 km       | Autokarte – Taktische Karte                   |
| 1:200.000    | 1 cm          | 002 km       | Russische Operationskarte                     |
| 1:250.000    | 1 cm          | 00,02,5 km   | Operationskarte                               |
| 1:500.000    | 1 cm          | 005 km       | Generalstabskarte – Tactical Pilot Chart      |
| 1:1.000.000  | 1 cm          | 010 km       | Weltkartenwerk – Operational Navigation Chart |
| 1:2.500.000  | 1 cm          | 025 km       | Weltkarte 1:2.500.000 (Karta Mira)            |
| 1:80.000.000 | 1 cm          | 800 km       | Weltkarte (ganze Welt)                        |

Trekking- und Wanderkarten werden auch in Maßstäben erstellt, die die Abbildung des zusammenhängenden Trekkingraumes wie eines Nationalparks darstellen. So der Nationalpark Oulanka mit der Bärenrunde im Maßstab 1:40.000.

### Große und kleine Maßstäbe
Je nach dem Inhaltsreichtum und dem Detaillierungsgrad der Karten werden große Maßstäbe, mittlere Maßstäbe und kleine Maßstäbe unterschieden. Die Adjektive „groß“ und „klein“ beziehen sich auf die Größe eines Objektes auf der Karte und nicht auf die Maßstabszahl. Diese Begriffe werden oft verwechselt, weil der Unterschied von Maßstab und Maßstabszahl nicht beachtet wird. Bei einer Karte in großem Maßstab ist die Maßstabszahl daher klein und umgekehrt. Eine Karte 1:25.000 ist zum Beispiel großmaßstäbiger (der Inhalt also größer bzw. detaillierter dargestellt) als eine Karte 1:100.000. (Man kann den Maßstab für diesen Zweck auch als Bruch interpretieren: 1/25.000 ist größer als 1/100.000.)
Was als großer oder kleiner Maßstab bezeichnet wird, ist relativ und hängt weitgehend vom Fachgebiet oder Staat ab. Beispielsweise gilt für die Ingenieurgeologie eine Karte 1:200.000 schon als kleinmaßstäbig, für einen Geographen hingegen erst eine Übersichtskarte ab etwa 1:2.000.000. In einem großen Staat wie Russland kann 1:200.000 noch als großer Maßstab gelten, während in einem kleinen Staat wie der Schweiz dies bereits als kleiner Maßstab gewertet wird.
Alle Maßstäbe lassen sich in Maßstabsbereiche gruppieren, die sich durch gleichwertige oder sehr ähnliche Feinheitsgrade der Zeichnung und des Inhalts auszeichnen. Beispiel: Große Maßstäbe wie 1:20.000, 1:25.000 und 1:30.000 lassen einen vergleichbaren Detaillierungsgrad zu. Kartenbehörden geben daher ihre Kartenwerke in Maßstabsreihen heraus, deren Folgemaßstäbe in einem einfachen Verhältnis zueinander stehen und damit leicht vergleichbar sind. In vielen Staaten reicht die Reihe vom Maßstabsbereich um 1:5000 bis zu 1:1.000.000 als kleinstem Maßstab.
Kartengrundlagen sind im Originalmaßstab (auch Ausgangsmaßstab oder Aufnahmemaßstab) gehalten. Dieser kann größer oder gleich dem Arbeitsmaßstab (auch Bearbeitungsmaßstab) sein. Dieser wiederum kann größer oder gleich dem Endmaßstab sein, in dem das kartografische Dokument schließlich erscheint.
Der Maßstab, der zur wahrnehmbaren Darstellung eines Objektes mindestens nötig ist, wird Schwellenmaßstab genannt.

## Maßstabsarten
In diesem Kapitel werden Maßstabsarten und nicht deren konkrete Darstellung auf einem Dokument (Maßstabsangaben) behandelt.

### Längenmaßstab
Normalerweise beziehen sich Maßstäbe auf Strecken, sind also Längenmaßstäbe. Jedoch kann die sphärische Erdoberfläche auf ebenen Karten nicht absolut längentreu abgebildet werden, weil eine zweidimensional gekrümmte Fläche nicht streng auf die Kartenebene abwickelbar ist (siehe Kartennetzentwurf). Längentreue Karten mit konstantem Längenmaßstab über die ganze Kartenfläche sind nicht möglich. Ein bestimmter Längenmaßstab lässt sich nur in bestimmten Bereichen oder Richtungen erreichen. Im großmaßstäblichen Bereich ist dieser Umstand für den praktischen Gebrauch kaum von Belang. Gerade bei kleinmaßstäblichen Karten und in Atlanten gilt der angegebene Längenmaßstab jedoch nur für das Kartenzentrum und allenfalls für bestimmte längentreu abgebildete Netzlinien (zum Beispiel den Äquator oder einen Meridian). Auf Weltkarten findet man deshalb oft eine Präzisierung wie Äquatormaßstab oder Maßstab im Kartenzentrum.

### Höhenmaßstab
Der Höhenmaßstab (auch Vertikalmaßstab) ist ein Spezialfall des Längenmaßstabes, da er sich ebenfalls auf eine Strecke bezieht. Bei Reliefmodellen oder Geländeprofilen kann die Höhe in einem anderen Maßstab als horizontale Längen dargestellt werden. Das Verhältnis der beiden Maßstäbe wird als Überhöhungsfaktor bezeichnet, der Effekt als Überhöhung.
In Profilen kommen fünf- oder zehnfache Überhöhungen vor. In der Didaktik werden Überhöhungen von den meisten modernen Autoren und Reliefherstellern zumindest im großmaßstäblichen Bereich abgelehnt. Bei mittel- oder kleinmaßstäblichen Reliefmodellen, bei denen die Ausprägungen der Gebirge nur noch wenige Millimeter oder Zentimeter ausmachen würden, kann eine Überhöhung zwecks Verdeutlichung durchaus ihren Sinn haben. Mehr als zweifache Überhöhung wird jedoch auch dort meist als unnatürlich empfunden.

### Flächenmaßstab
Im Gegensatz zu absolut längentreuen Karten sind durchweg flächentreue Abbildungen der Erdoberfläche auf eine ebene Karte möglich. Diese besitzen einen Flächenmaßstab. Trotzdem wird der Flächenmaßstab selten verwendet, da man sich Größenverhältnisse von Flächen schlechter vorstellen kann als Längenverhältnisse. Eine bekannte Ausnahme ist der Peters-Atlas.

### Globusmaßstab
Da der Globus das einzige kartografische Dokument ist, das die Erde verzerrungsfrei verkleinert wiedergibt, ist für den Maßstab eines Globus auch der Begriff Globusmaßstab bekannt.

### Variabler Maßstab
Bei Stadtplänen kann es sinnvoll sein, das touristisch interessante Stadtzentrum in einem größeren Maßstab abzubilden als die mit wenig Sehenswürdigkeiten ausgestatteten Außenquartiere. Dabei kann beispielsweise mit einer Hyperboloidprojektion ein gleitender Maßstab erzeugt werden. Dadurch werden im Stadtzentrum für das Suchgitter weite, außerhalb sich verengende Maschen gebildet. In extremen Fällen und besonders bei stark gekrümmten Gitterlinien bekommt man das Gefühl, durch eine Lupe zu blicken.
Variable Maßstäbe ergeben sich auch in thematischen Kartenanamorphoten, in denen die Größe in der Darstellung nicht proportional zur tatsächlichen geometrischen Größe, sondern in Abhängigkeit eines beliebigen Attributes gewählt wird.

## Maßstabsangaben
In diesem Kapitel werden Maßstabsangaben behandelt, also die konkrete Beschriftung der verschiedenen Maßstabsarten auf einem kartografischen Dokument. Ein Synonym dazu ist Maßstabsform.

### Als numerischer Maßstab

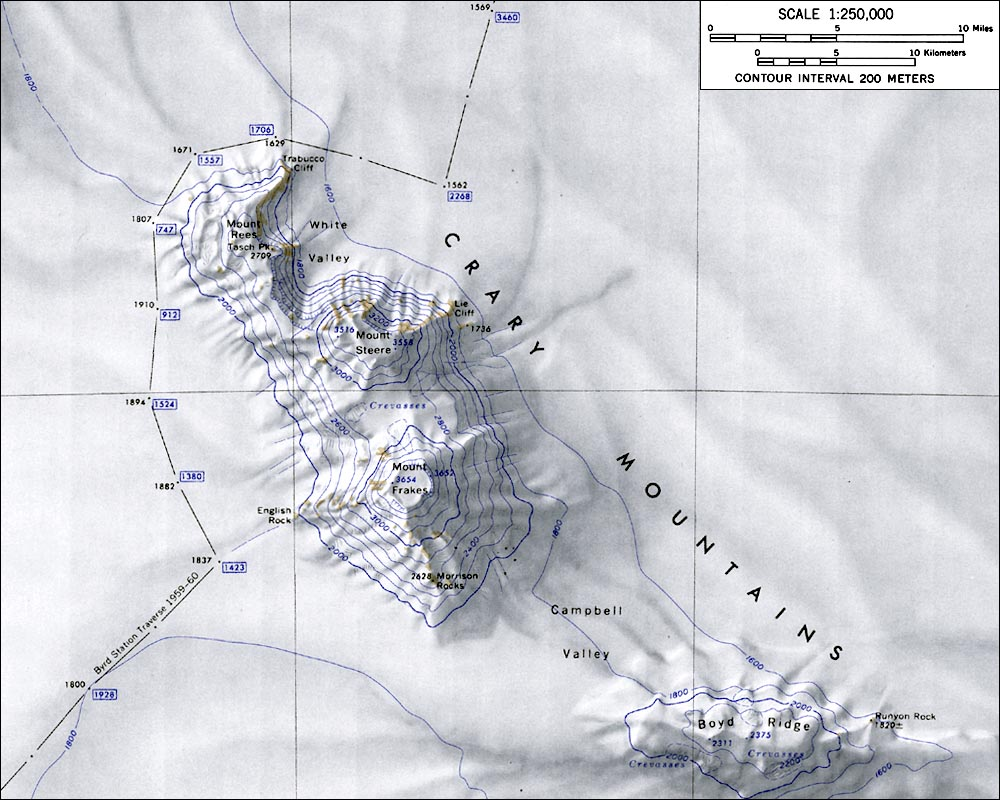
Heute übliche Kombination von numerischen und grafischen Maßstabsangaben (Karte des USGS)

Der Maßstab wird heutzutage als Proportion oder seltener als Bruch ausgedrückt. Die uns heute vertraute numerische Angabe kam erst zu Beginn des 19. Jahrhunderts in Gebrauch und hat sich seit dem Beginn des 20. Jahrhunderts weltweit durchgesetzt. Numerische Maßstäbe sind nebst dem Kartentitel das wesentlichste Merkmal einer Karte und werden deshalb meist prominent platziert, sei es unmittelbar an den Kartentitel anschließend, sei es in großer Schrift bei der Legende oder gut sichtbar am Kartenrand.
In der Kartografie werden meist runde Maßstäbe genutzt, da es sich damit besser rechnen lässt. Manchmal werden Karten zum Beispiel aus Platzgründen auf dem Kartenblatt oder bei nichtmetrischen Maßsystemen in unrunden Maßstäben publiziert (Beispiele: Stadtplan von Zürich 1:12.600; topografische Karte von Großbritannien 1:63.360 entsprechend 6 Zoll zu 1 Meile).
Bei Überhöhungen von Reliefmodellen und Profilen kann die Maßstabsangabe auf zwei Arten erfolgen:
- Angabe des Längen- und des Höhenmaßstabs: „Längenmaßstab 1:5000, Höhenmaßstab 1:2500“
- Angabe des Längenmaßstabes und des Überhöhungsfaktors: „Maßstab 1:5000, zweifach überhöht“

Flächenmaßstäbe werden zum Beispiel in der Form „1 Quadratzentimeter entspricht 6000 Quadratkilometer“ angegeben. Bei Globen wird oft einfach der Durchmesser angegeben.

### Als grafischer Maßstab
Oft wird zusätzlich zum numerischen Maßstab ein grafischer Maßstab, eine so genannte Maßstabsleiste, auf dem Kartenrand angegeben. Bei alten Karten können bis zu zwanzig Maßstabsleisten für unterschiedliche Maßsysteme vorhanden sein, zum Beispiel solche für deutsche, geografische und nautische Meilen, für Stunden oder Leugen.
Bei winkeltreuen Weltkarten, bei denen sich der Maßstab gesetzmäßig zum Beispiel vom Äquator zu den Polen vergrößert, können auch Maßstabsdiagramme zu finden sein. Diese sind nichts anderes als pyramidenförmig angeordnete Maßstabsleisten, die allerdings im Unterschied zu den Maßstabsleisten auf alten Karten alle in derselben Einheit beziffert sind.
Als Variante der grafischen Maßstäbe findet man in Atlanten gelegentlich auch Quadrate mit Flächenangaben oder am Kartenrand ein Vergleichskärtchen eines bekannten Landes (zum Beispiel Umriss der Schweiz auf einer Asienkarte gleichen Maßstabs).

### Maßstab bei digitalen Daten
Die in einem digitalen Geoinformationssystem (GIS) als „Zahlenkolonnen“ abgelegten Punkte sind zunächst maßstabsfrei.
Wenn diese Vektordaten zum Beispiel direkt aus einer Vermessung der Erdoberfläche stammen, können sie theoretisch maßstabsunabhängig eingesetzt werden. Sofern sie jedoch von einer Papierkarte vektorisiert worden sind, also vorgängig bereits generalisiert waren, sollten sie nur in einem relativ engen Maßstabsbereich visualisiert werden. Es ist dann zum Beispiel nicht sinnvoll, Koordinaten auf den Meter genau herauszulesen (auch wenn das technisch möglich ist).
Bei aus Vektordaten abgeleiteten oder von Papierkarten eingescannten Rasterdaten (z. B. Top50 der deutschen Landesvermessungsämter auf CD-ROM) sind die meist in der Produktdokumentation angegebenen Maßstäbe nur als Hinweis auf die als Datengrundlage verwendete Bezugskarte zu verstehen, da die Karten am Bildschirm gezoomt werden können, wodurch sich der Maßstab verändert. Der Ausgabemaßstab bzw. Bildschirmmaßstab kann demnach vom Maßstab der Datenbasis bzw. dem Digitalisierungsmaßstab verschieden sein. In der Regel wird ein sich mit dem Zoomen verändernder numerischer oder grafischer Maßstab auf dem Bildschirm angezeigt.
Bei vorgerenderten digitalen Karten, die als Kachelraster ausgegeben werden, wird statt eines Maßstabes ein Zoomlevel angegeben, der die abgebildeten Strecken nicht zu den realen Strecken ins Verhältnis setzt, sondern die „Rasterungsstufe“ der jeweiligen Kacheln bezogen auf den Erdumfang angibt.

## Geschichte

### Entwicklung der theoretischen Grundlagen
Die Vorstellung eines Maßstabes und der Maßstäblichkeit von Karten war wohl schon im 13. Jahrhundert den Seekartenmachern bekannt. Da aber die meisten Kartenmacher bis ins 17. Jahrhundert keine mathematische Ausbildung hatten, waren deren Karten weder mit einer exakten Projektion, noch mit einem Maßstab nach heutigem Verständnis ausgestattet. Zudem fehlten die technischen Voraussetzungen für genügende Positionsbestimmungen und Vermessungen.
Seit jeher wurden indes vor allem längere Wegstrecken geschätzt und in Tagesreisen angegeben. Auch am Rad befestigte Messgeräte lieferten zwar für die betreffende Strecke einigermaßen brauchbare Daten. Mit diesen Methoden konnten zwar zurückgelegte Weglängen, nicht aber die „Luftlinie“ ermittelt werden. Das Resultat waren sehr ungenaue Karten. Erst im 17. Jahrhundert setzten in Europa nach der Gründung von Sternwarten genaue Positionsbestimmungen ein, die seit dem 18. Jahrhundert durch Triangulationen miteinander verbunden und verdichtet wurden. Damit war erstmals die Voraussetzung für genaue und damit maßstäbliche Karten gegeben.
Allerdings erschwerten die unzähligen vormetrischen Maßsysteme das Vermessungswesen außerordentlich. Mit der Entwicklung des metrischen Systems um 1800 in Frankreich wurden runde und damit leicht vergleichbare Maßstäbe erst möglich. Daher konnte sich erst im 19. Jahrhundert die Gleichung Kartenstrecke:Naturstrecke = 1:Maßstabszahl durchsetzen. Nach 1880 entstand die Einsicht, dass für die möglichst getreue Abbildung eines Ausschnittes der sphärischen Erdoberfläche auf einer ebenen Karte der Maßstab und die Kartenprojektion gemeinsam verantwortlich sind und sinnvollerweise nicht unabhängig voneinander gewählt werden sollten.
Gleichzeitig mit dem Aufkommen von Maßstabsangaben in Karten begann auch die literarische Beschäftigung mit dem Maßstab. So erwähnte Lewis Carroll 1893 als erster die Karte im Maßstab 1:1 als theoretisches Gedankenspiel.

### Entwicklung der Maßstabsangaben

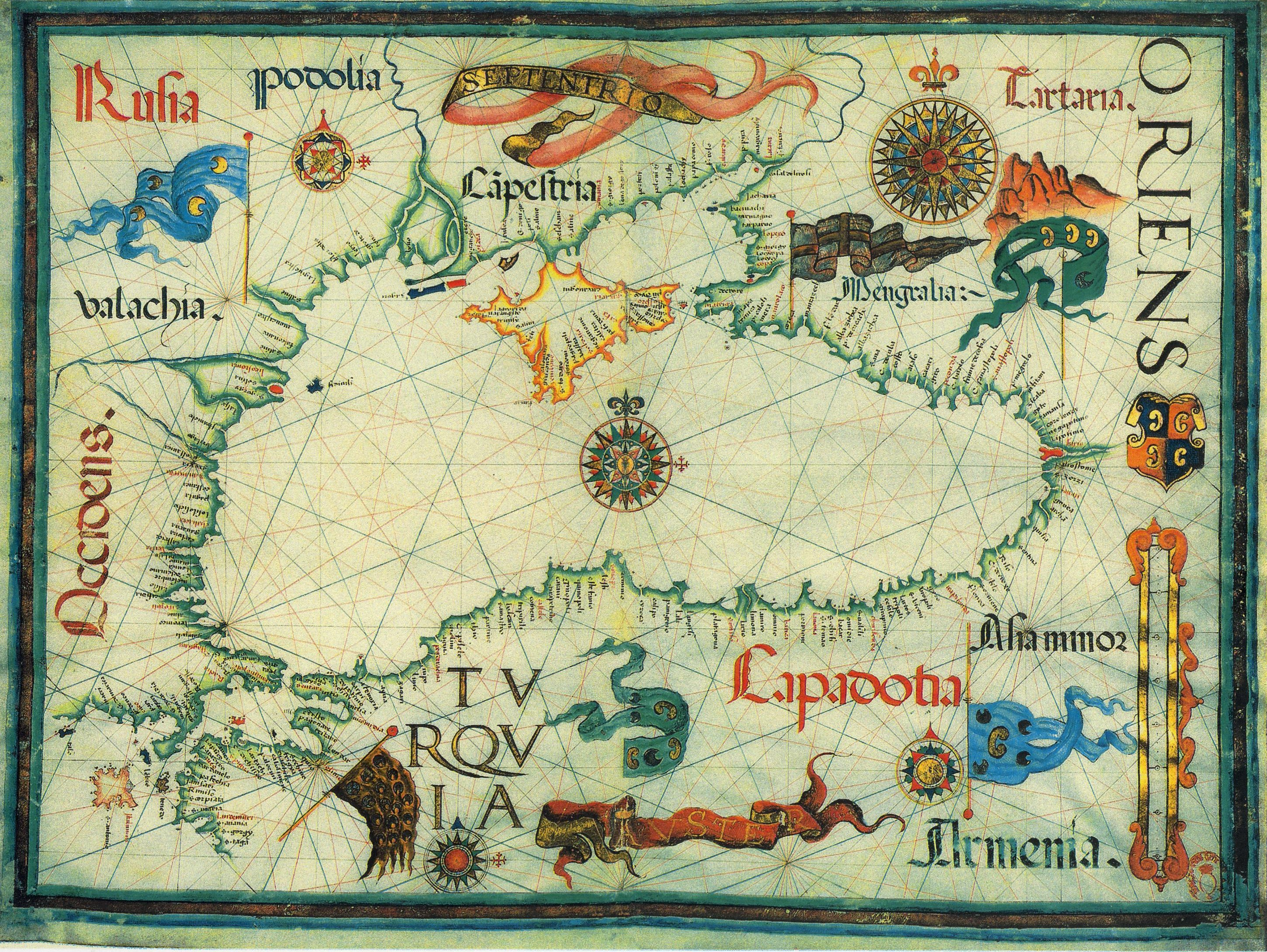
Maßstabsleiste ohne Bezifferung (Portolankarte des Schwarzen Meeres von Diego Homem ca. 1559)

Maßstabsangaben fehlen noch auf mittelalterlichen, christlichen mappae mundi, da sie gar nicht als maßstäbliche Karten nach heutiger Vorstellung intendiert waren.
Schon die erste Portolankarte, die Pisaner Karte aus dem letzten Viertel des 13. Jahrhunderts, besitzt eine Maßstabsangabe. Bald entwickelte sich auf Portolankarten das Konzept der Maßstabsleiste, die wie eine Leiter aussieht und woraus sich unter anderem der französische Begriff „échelle“ ableitet. Allerdings sind die Abstände noch nicht beziffert, so dass nicht immer klar ist, welches Maßsystem verwendet worden ist. Portolankarten sind zwar sehr genau, jedoch sind die Maßstäbe der verschiedenen maritimen Becken (zum Beispiel Mittelmeer und Schwarzes Meer) manchmal unterschiedlich.
Die erste Weltkarte mit einem grafischen Maßstab ist die Weltkarte des Andreas Walsperger von 1448. Walsperger ergänzte seine Karte, indem er auch eine Anleitung für den Gebrauch der Maßstabsleiste aufzeichnete. Der erste Stadtplan der Renaissance mit Maßstabsleiste ist der Albertinische Plan von Wien von 1421/1422. Die ersten Drucke der Geographie des Ptolemäus (ab 1477) enthielten noch keine Maßstabsangaben. Erst die Ptolemäus-Ausgabe von 1513 setzte das Konzept des grafischen Maßstabes in gedruckter Form um und machte es einem weiteren Publikum bekannt. Seither sind meist mehrere Maßstabsleisten auf den Karten angegeben. So enthielt z. B. die Tabula Hungarie (1528 gedruckt) von Lazarus Secretarius und Georg Tannstetter eine Maßstabsleiste, insgesamt 80 deutsche Meilen lang. Jede Meile (etwa 7,5 km) wurde in einer zweiten Maßstabsleiste in vier Teile zerlegt. Eine Legende erläuterte dem Leser die Anwendung.
Solche Maßstabsleisten hatten aber manchmal mit dem Maßstab der Karte wenig zu tun, da Vermessungen noch nicht üblich waren und weniger begabte Kopisten die Maßstabsleiste als rein grafisches Element missverstanden und demzufolge deren Größe einfach veränderten.
Als im 18. Jahrhundert das Reisen mit Postkutschen aufkam, wurden Maßstabsleisten besonders wichtig. Bis zu zwanzig Maßstabsleisten in den unterschiedlichsten Maßsystemen wurden angegeben. Im Unterschied dazu wurden Weltkarten und Geschichtskarten, die nicht dem Reisen oder dem Handel dienten, auch noch im 18. Jahrhundert oft ohne Maßstabsangaben herausgegeben.
Ab dem Beginn des 19. Jahrhunderts, leicht verzögert zur Entwicklung des metrischen Maßsystems, kamen numerische Maßstäbe in Gebrauch. Zuerst wurden sie als Bruch geschrieben. Ein frühes Beispiel ist eine Übersichtskarte des Österreichischen Kaiserreiches von 1822, die eine „Verjüngung des Maßstabes von 1/864.000 der Natur“ aufweist. Verdient um die Angabe eines numerischen Maßstabes machte sich Heinrich Berghaus mit seiner Zeitschrift Hertha. Auf dem 7. Internationalen Geographen-Kongress 1899 wurde die Bruchschreibweise international empfohlen.
Im 20. Jahrhundert setzte sich dann die heute allgemein akzeptierte numerische Maßstabsangabe in der Form einer Proportion weltweit durch. In der Regel werden heute auf amtlichen Kartenwerken numerische und grafische Maßstabsangaben kombiniert; bei touristischen Karten findet man oft auch nur Maßstabsleisten.

### Ermittlung des Maßstabes bei alten Karten
Die wichtigsten bibliothekarischen Regelwerke schreiben vor, dass der Maßstab bei der Formalerschließung von kartografischen Dokumenten zu erfassen ist. Bei modernen Karten, bei denen der Maßstab in numerischer Form angegeben ist, stellt dies kein Problem dar. Anders ist es hingegen, wenn nur grafische Maßstäbe (Maßstabsleisten) in veralteten Längenmaßen oder überhaupt keine Maßstabsangaben vorhanden sind. Der Versuch einer Bestimmung des Maßstabes ist jedoch nur sinnvoll, wenn die Altkarte auf einer Vermessung beruht. Dies ist für viele Karten, die vor dem 18. Jahrhundert entstanden, nicht der Fall.
Es gibt gegenwärtig mindestens vier verschiedene Arten, wie der Maßstab einer alten Karte ermittelt werden kann:
1. Die nichtmetrischen Längenmaße der Maßstabsleisten werden in metrische Maße umgerechnet.
2. Bekannte Strecken auf der alten Karte werden mit denselben Strecken auf modernen Karten verglichen.
3. Der Maßstab wird aus dem Abstand der Breitenkreise ermittelt.
4. Die alte Karte wird mit Hilfe einer Analysesoftware mit einer modernen Karte verglichen und daraus der Maßstab berechnet sowie grafische Fehlerdarstellungen (zum Beispiel Verzerrungsgitter) generiert.

Oft spielt der Papierverzug ebenfalls eine Rolle, das heißt, der Sollmaßstab ist nicht mit dem Istmaßstab identisch. Da der Papierverzug (Maßstabsdifferenz) nicht genau bekannt ist, sollten nachträglich ermittelte Maßstäbe stets sinnvoll gerundet oder aber der vermutliche Sollmaßstab angegeben werden. Beispiele:
- ermittelter Maßstab durch einen Vergleich mehrerer Strecken auf einer französischen Karte 1:86.617, vermutlicher und deshalb so gerundeter Maßstab 1:86.400 (Standardmaßstab des französischen Maßsystems vor 1800)
- mit Hilfe einer Analysesoftware ermittelter Maßstab 1:4.208.740, sinnvoll gerundete Maßstabsangabe 1:4.200.000

Wegen der für nicht spezialisiertes Bibliothekspersonal schwierigen Maßstabsberechnung wird oft auch darauf verzichtet.

## Sprachliche Aspekte
Die deutsche Sprache kennt zwei Adjektivformen, maßstäblich neben weniger häufig maßstäbig. Präzisierend sagt man großmaßstäblich und kleinmaßstäblich (neben eher ungebräuchlich großmaßstäbig und kleinmaßstäbig). Weiteres siehe Begriffsklärung Maßstab.